# Moczydło (województwo małopolskie)
Moczydło – wieś w Polsce położona w województwie małopolskim, w powiecie miechowskim, w gminie Książ Wielki, przy S7.
W latach 1975–1998 miejscowość administracyjnie należała do województwa kieleckiego. Integralne części miejscowości: Paulinów, Podworskie, Stara Wieś, Wilkus.